# 藏南猕猴
藏南猕猴（学名：Macaca munzala），也称达旺猴，是一种分布于中国、印度、不丹交界處的猕猴。种小名munzala源自達旺地區的门巴族对其的称呼，意为“森林深处的猴子”。

## 形态特征
藏南猕猴体型粗壮，尾巴较短。成年雄性体长57.5里面，尾长26.4里面，重14千克。雌性较雄性小。背部呈暗巧克力色或暗褐色，躯干上部和四肢一般为浅褐色至橄榄色。头顶有一块浅黄色斑块，正中间有一簇黑色毛发，呈旋涡状。

## 发现
藏南猕猴最早由印度灵长类学家安瓦尔丁·乔杜里（Anwaruddin Choudhury）于1997年发现并分类，最初认为是属于藏酋猴（M. thibetana）的一个亚种。2005年，一组印度自然保育基金会的科学家认定其为一种新种，成为自1903年发现明打威猕猴后第一种新发现的猕猴。
2006年，在不丹也发现有藏南猕猴的分布。
2014年，中国西藏错那县勒门巴族乡斯木扎景区发现藏南猕猴的分布。